# La Chapelle-sur-Loire
La Chapelle-sur-Loire település Franciaországban, Indre-et-Loire megyében. Lakosainak száma 1472 fő (2022. január 1.). La Chapelle-sur-Loire Avoine, Bourgueil, Chouzé-sur-Loire, Huismes, Restigné, Rigny-Ussé és Côteaux-sur-Loire községekkel határos.

## Népesség
A település népességének változása:
| Lakosok száma | 1472 | 1385 | 1386 | 1529 | 1474 | 1453 | 1433 | 1446 | 1448 | 1472 |
|               | 1968 | 1982 | 1990 | 2006 | 2013 | 2015 | 2017 | 2019 | 2020 | 2022 |